# Hypsioma asthenia
Hypsioma asthenia là một loài bọ cánh cứng trong họ Cerambycidae.